# Ghetto di Częstochowa
Il ghetto di Częstochowa fu uno dei maggiori ghetti nazisti dell'Olocausto. Situato in un quartiere orientale della città di Częstochowa in Polonia, fu istituito il 9 aprile 1941. Sigillato il 23 agosto 1941, arrivò ad ospitare più di 48.000 persone. Dopo le massicce deportazioni avvenute tra il 22 settembre e l'8 ottobre 1942, il ghetto continuò ad esistere su scala minore fino al luglio 1943, quando fu definitivamente liquidato e le persone ritenute ancora abili al lavoro furono trasferite in campi di concentramento. Solo 1.500 delle decine di migliaia di residenti del ghetto sopravvissero all'Olocausto.

## Storia
Allo scoppio della seconda guerra mondiale, a Częstochowa, ricco centro siderurgico, famosa per il suo santuario cattolico, vivevano 28.500 ebrei (su una popolazione di 135.000 abitanti).
Le truppe tedesche entrarono a Częstochowa domenica 3 settembre 1939, il terzo giorno della guerra. La persecuzione degli ebrei iniziò immediatamente. Più di 300 furono uccisi il giorno successivo, che divenne noto come il "lunedì di sangue". Il 16 settembre 1939 le autorità tedesche promossero la formazione di un Judenrat (Consiglio ebraico), diretto di Leon Kopinski, mentre procedevano a ritmo serrato le confische delle proprietà ebraiche e si ripetevano episodi di violenza e intimidazione contro la popolazione ebraica. Il 25 dicembre 1939 fu incendiata la sinagoga nuova di Częstochowa. Nell'agosto 1940 1.000 giovani ebrei furono radunati e mandati al lavoro forzato nel ghetto di Ciechanow (pochissimi saranno i sopravvissuti).

### Il ghetto

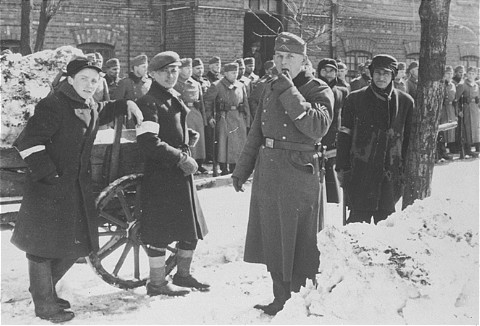
Un gruppo di ebrei assegnato alla rimozione della neve viene fatto posare di fronte ad un reparto di truppe tedesche (inverno 1941-42 ?)

Il ghetto fu formalmente istituito il 9 aprile 1941, per ordine dello Stadthauptmann (commissario cittadino) SS-Brigadiefuehrer Richard Wendler. Si trovava nella parte orientale della città vecchia, nell'area del quartiere ebraico dove sorgevano anche le due sinagoghe più importanti: la sinagoga vecchia e la sinagoga nuova, entrambe ormai ridotte in rovina. Fu dato tempo fino al 17 aprile perché vi si trasferissero tutti gli ebrei della città, mentre i non-ebrei dovevano abbandonare l'area. Il ghetto fu recintato e sigillato definitivamente il 23 agosto. Le autorità naziste presero ogni misura tesa ad isolare completamente il ghetto dal resto della città, e ogni relazione con la popolazione polacca fu proibita sotto pena di morte. Ventimila ebrei provenienti da altre città (Lodz, Plock, Cracovia) e villaggi vicini furono anch'essi rinchiusi nel ghetto di Czestochowa. La popolazione del ghetto fu costretta al lavoro forzato nelle industrie belliche tedesche della zona o assegnata a lavori vari in città.
Con la conferenza di Wannsee nel gennaio 1942 vennero gettate le basi della soluzione finale. I preparativi per la liquidazione del ghetto cominciarono nel maggio 1942 con l'individuazione degli spazi dove effettuare le selezioni e i locali dove custodire i beni sequestrati ai deportati. All'inizio di luglio si tenne una "prova generale" con una chiamata d'appello per tutti i residenti del ghetto tra i 16 e i 60 anni. Nonostante questo, e nonostante le prime informazioni sui campi di sterminio circolassero nel ghetto, pochi credevano alle deportazioni: troppo importante appariva l'apporto del ghetto alla produzione bellica tedesca. E soprattutto nessuno sospettava che sarebbero potute avvenire così rapidamente. In solo due settimane, tra il 22 settembre e il 7 ottobre 1942, oltre 40.000 ebrei furono radunati per la deportazione. Circa 2.000, tra cui gli anziani della casa di riposo e i bambini dell'orfanotrofio, furono uccisi nel ghetto e sepolti in una fossa comune sulla via Kawia. Fu fucilato anche Kopinski. Solo poche migliaia di ebrei furono risparmiati e selezionati per il lavoro coatto. Tutti gli altri (39.000 persone) furono inviati a morire al campo di sterminio di Treblinka, in una serie di 5 convogli (22, 25, 28 settembre; 1, 7 ottobre), contenenti ciascuno circa 8.000 persone stipate in sessanta vagoni merci.

### Il ghetto piccolo

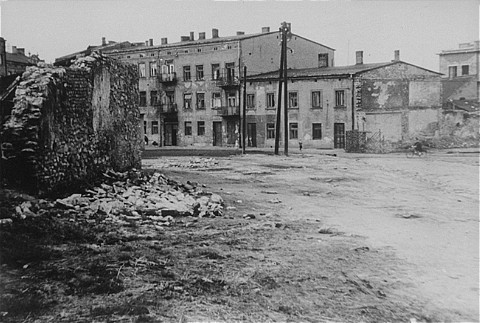
Le rovine del ghetto dopo la sua definitiva liquidazione (1944)

Dopo le massicce deportazioni del settembre-ottobre 1942 solo la parte nord-orientale del ghetto, chiamata "ghetto piccolo", continuò ad essere utilizzata come campo di soggiorno per circa 5.200 lavoratori ebrei e le loro famiglie (Zwangsarbeitslager Tschenstochau). Il piccolo ghetto era circondato da filo spinato ed aveva un solo ingresso su via Garncarska. A capo del nuovo Judenrat fu posto Bernard Kurland.
Nei mesi seguenti le autorità tedesche si dedicarono soprattutto alla raccolta delle proprietà lasciate dai deportati nel ghetto grande, nonché alla ricerca ed uccisione delle persone rimastevi nascoste.
Il 4 gennaio 1943 ripresero le uccisioni e le deportazioni che interessarono principalmente le donne, i bambini e gli anziani residenti nel ghetto piccolo: 350 di loro furono inviati a Treblinka, 200 uccisi in loco.
Il 13 marzo in una retata finì l'intellighenzia rimasta ancora nel ghetto. Circa 130 persone furono catturate e fucilate nel cimitero ebraico.
A questo punto, sapendo ormai quale sarebbe stata la loro sorte, molti ebrei si risolsero ad opporre resistenza. I piani di rivolta furono però scoperti dai nazisti, che il 23 aprile compirono una prima rappresaglia. Quando il 25 giugno 1943 i tedeschi vollero procedere alla liquidazione finale del ghetto piccolo, si trovarono di fronte ad una resistenza ancora tenace. La repressione della rivolta del ghetto di Częstochowa fu spietata: 2.000 ebrei perirono nell'assalto. Tra i prigionieri 400 furono uccisi sul posto, 1.200 inviati a Buchewald (gli uomini) o Dachau (le donne). Anche Bernard Kurland fu fucilato. La liquidazione del ghetto fu completata il 20 luglio 1943, quando gli specialisti dell'esercito minarono gli edifici del ghetto piccolo, inclusa la sinagoga vecchia, riducendoli ad un ammasso di macerie.
Principale responsabile delle deportazioni e dell'uccisione degli ebrei di Częstochowa fu SS-Hauptsturmführer Paul Degenhardt, dalla primavera del 1942 a capo della Gestapo locale; dopo la guerra, nel 1966, fu processato a Lüneburg e condannato all'ergastolo per i suoi crimini.

### Epilogo

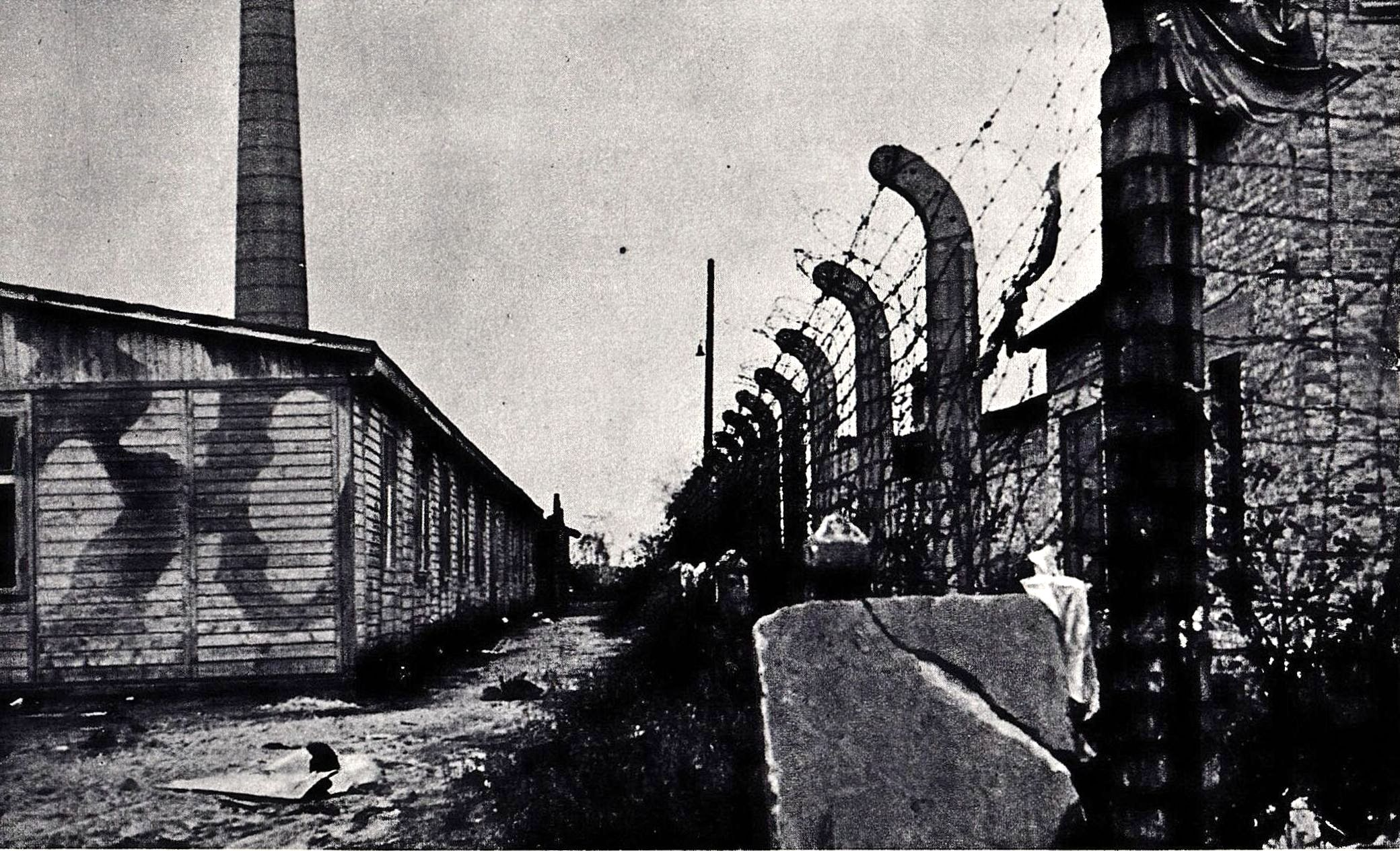
Il campo di concentramento annesso alle fabbriche HASAG

Il bisogno di manodopera per le industrie belliche locali rimase molto forte. Nell'area di Częstochowa restarono aperti diversi campi di lavoro, tra cui il più importante era annesso alle fabbriche HASAG. Nella seconda metà del 1944 vi furono inviati 10.000 lavoratori ebrei da Skarżysko-Kamienna. Con l'avvicinarsi delle truppe sovietiche, il 15-16 gennaio 1945 5.000 prigionieri furono inviati in Germania, a Buchenwald, Gross-Rosen e Ravensbrück. I 5.200 lavoratori ancora in vita furono liberati dall'esercito sovietico, giunto a Czestochowa il 17 gennaio 1945. Solo 1.500 di essi erano i sopravvissuti al ghetto di Częstochowa. Assieme a loro anche qualche dozzina di ebrei scampati all'eccidio in quanto tenuti nascosti fuori dal ghetto da amici non-ebrei.

## La memoria

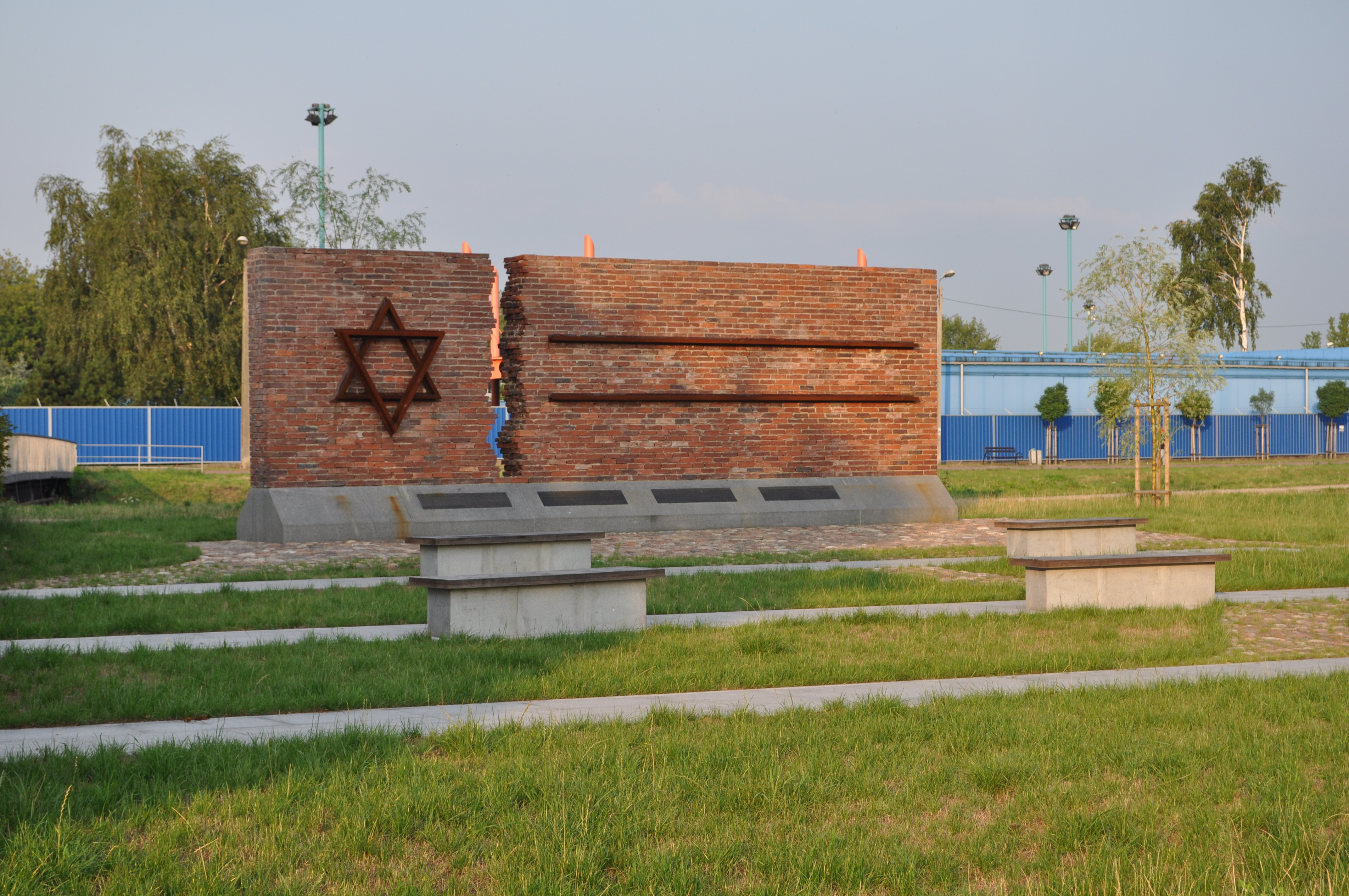
Monumento in memoria delle vittime del ghetto di Częstochowa, opera del superstite di Treblinka Samuel Willenberg

Dopo la guerra la maggior parte degli ebrei di Częstochowa sopravvissuti emigrarono, prevalentemente in Israele, negli Stati Uniti o in Australia. Oggi meno di 100 ebrei risiedono nella città polacca.
Una prima riunione dei superstiti e delle loro famiglie avvenne nell'aprile 2004 a Częstochowa. In quell'occasione, il 23 aprile 2004 fu tenuta una cerimonia di commemorazione per la ridedicazione dell'antico cimitero ebraico, in onore delle vittime del ghetto, dei combattenti nella rivolta del ghetto e dei giusti tra le nazioni che salvarono alcuni perseguitati. Dal 2004 analoghi incontri si sono ripetuti nell'ottobre 2006, 2009, 2012 e 2016, assieme ad una serie di convegni accademici, e si è formata un'associazione internazionale (The World Society of Częstochowa Jews and Their Descendants) che raduna i superstiti e i loro discendenti.
Nel 2004, sempre in occasione del primo incontro, fu allestita una mostra documentaria sugli ebrei di Częstochowa, che poi circolò in sette località americane (New York, Seton Hall University, Washington, Detroit, Fort Lauderdale, Houston, Cincinnati) prima di diventare nel 2016 un museo permanente nella città polacca (The Jewish Museum of Częstochowa).
Un monumento in via Strażacka, nei luoghi dove sorgeva il ghetto, ricorda le vittime.